# ابن خصیب

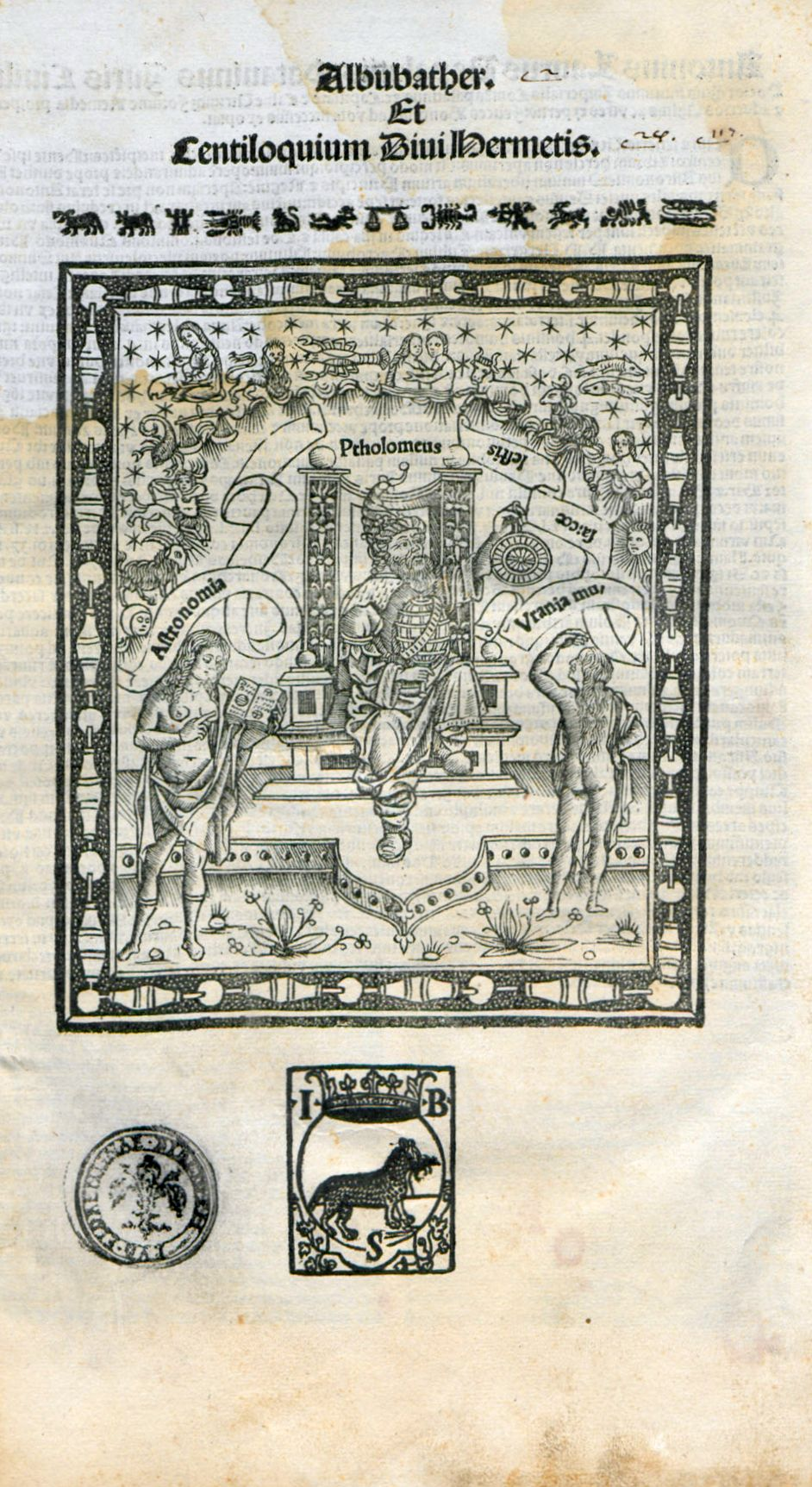
De nativitatibus, 1501

ابن خصیب پزشک و ستاره بین ایرانی‌ و فارسی‌زبان که در سدهٔ نهم میلادی می‌زیست. آثار این پزشک ایرانی بیش‌تر به زبان‌های فارسی و عربی است. او از دانشمندان شیعهٔ اهل قم و مقیم کوفه بود.

## آثار
- احکام النجوم
- کار مهتر یا الکارمهتر